# Türkische Botschaft Warschau

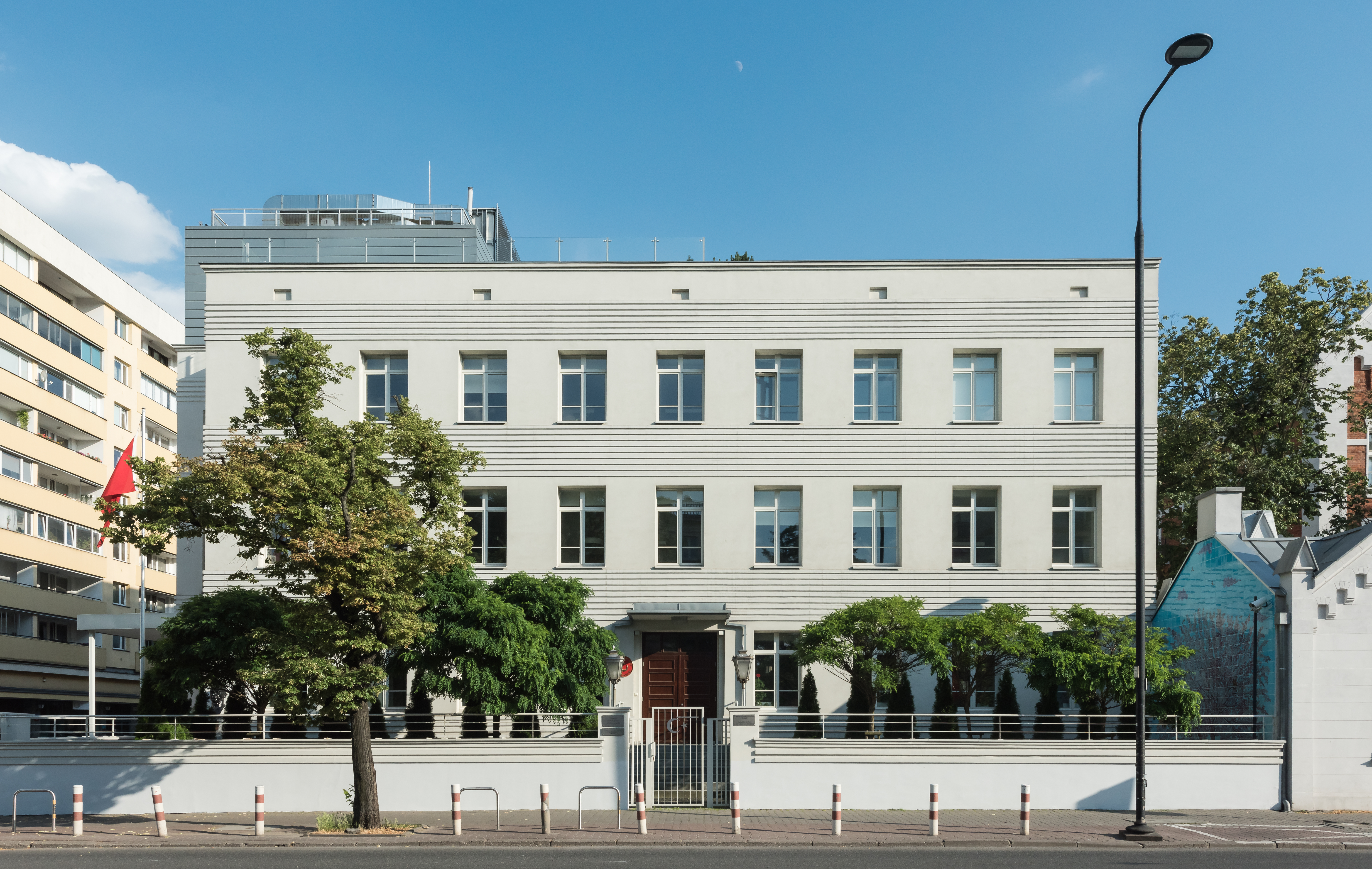
Das Botschaftsgebäude

Die Türkische Botschaft Warschau (offiziell: Botschaft der Republik Türkei Warschau; Türkiye Cumhuriyeti Varşova Büyükelçiliği oder T.C. Varşova Büyükelçiliği) ist die höchste diplomatische Vertretung der Republik Türkei in Polen. Seit 2008 residiert Reşit Uman als Botschafter der Republik Türkei in dem Botschaftsgebäude.

## Liste der türkischen Botschafter in Polen
1. İbrahim Tali (21. Juni 1924–1. Februar 1926)
2. Yahya Kemal Beyatlı (14. Juni 1926–14. März 1929)
3. Vasfi Menteş (1. Mai 1929–11. August 1931)
4. Cevat Ezine (19. Dezember 1931–21. Mai 1932)
5. Ferit Tek (30. Juni 1932–16. Juli 1939)
6. Cemal Hüsnü Taray (17. August 1939–1. Juli 1940)
7. Şevki Berker (28. Mai 1947–13. Juli 1948)
8. Şinasi Devrim (30. Juni 1949–31. Juli 1950)
9. Abdullahad Akşin (27. November 1952–6. Juli 1957)
10. Fikret Belbez (30. Juli 1958–14. April 1961)
11. Cemal Yeşil (28. Juni 1962–18. Juli 1965)
12. Hikmet Bensan (28. September 1965–30. Mai 1970)
13. Özdemir Benler (31. Mai 1970–10. Oktober 1972)
14. Necdet Kent (13. Oktober 1972–4. November 1976)
15. Eftal Deringil (11. November 1976–30. Mai 1978)
16. İlhan Yasar (27. Juli 1978–25. November 1980)
17. Turgut Tülümen (8. Dezember 1980–28. Oktober 1984)
18. Muammer Akçer (4. November 1984–26. Februar 1989)
19. Hatay Savaşçı (28. Februar 1989–17. Februar 1994)
20. Korkmaz Haktanır (31. März 1994–17. Oktober 1996)
21. Solmaz Ünaydın (12. November 1996–17. November 1998)
22. Ateş Balkan (4. Dezember 1998–18. Dezember 2000)
23. Candan Azer (22. Dezember 2000–17. Januar 2005)
24. Kadri Ecvet Tezcan (1. Februar 2005–15. März 2008)